# Odontestra richinii
Odontestra richinii är en fjärilsart som beskrevs av Emilio Berio 1941. Odontestra richinii ingår i släktet Odontestra och familjen nattflyn. Inga underarter finns listade i Catalogue of Life.